# La Violencia
La Violencia
La Violencia (La Violence) est une période de guerre civile en Colombie qui dura de 1948 à 1960 et provoqua la mort de deux cent mille à trois cent mille Colombiens, et la migration forcée, notamment vers les centres urbains, de plus de deux millions d'autres (soit près du cinquième de la population totale de la Colombie d'alors, estimée à onze millions d’habitants). 

## L'assassinat de Jorge Eliécer Gaitán (1948) et le début du conflit

### Casus belli
Le 9 avril 1948, le leader libéral Jorge Eliécer Gaitán est assassiné lors de la réunion constitutive de l’Organisation des États américains (OEA) à Bogotá. La mort violente de cet éminent dirigeant du Parti libéral, souvent taxé de populiste et dont la popularité effrayait tant les responsables du Parti conservateur qu’une frange non marginale de sa propre faction, provoque des émeutes d’une violence déchaînée dont l’histoire colombienne se souviendra sous le nom de « Bogotazo ».

### Début des répressions
La répression orchestrée par les conservateurs au pouvoir, réunis autour du président Laureano Gómez, se transforme progressivement en une véritable guerre civile opposant une droite catholique à une gauche libérale mais radicalisée par l’assassinat de son chef et l’ambiance d’intolérance politique du moment. 
Ce conflit qui dure de 1948 à 1953 est connu comme « La Violencia », marqué par l’extrême violence de bandes armées conservatrices, connues sous le nom de pajaros ("oiseaux") recrutés dans le lumpenprolétariat (bien que les libéraux se soient eux aussi rendus coupables d'exactions, tel que le massacre des musiciens d'un conservatoire, pensant qu'il s'agissait de conservateurs, mais dans une proportion beaucoup plus faible). La police chargée de la répression est, elle, aidée par des comisionados ("commissionnés"), auxiliaires civils. Tous posent devant des photos montrant des têtes brandies par ces hommes, des files de cadavres égorgés ou éventrés, de pendus. 
La simple appartenance d'un bourg ou d'un village au parti libéral pouvait justifier l’extermination complète de ses habitants, femmes et enfants compris, « les viols, les incendies, les pillages se succédaient ; les hommes étaient écartelés ou brulés vifs, écorchés ou découpés lentement en petits morceaux ; les soldats rasaient les villages et les plantations, expulsaient et pourchassaient d’innombrables familles qui fuyaient dans les montagnes à la recherche d'un refuge ». Les bandes armées conservatrices crucifiaient les enfants sur les portes des granges de leurs parents pour qu'ils ne puissent pas réclamer leur héritage quand ils grandiraient. 
Un véritable marché aux oreilles se développa: des miliciens d'extrême-droite découpaient des oreilles de guérilléros libéraux et venaient à Bogota pour être payés par les leaders conservateurs, les photographies étant plus faciles à être revendues. 
La Violencia est à plus d’un titre une époque-clé pour comprendre le développement du conflit actuel. Tout d’abord, elle provoque la renaissance de mouvements guérilleros de gauche, libéraux puis communistes. C’est de l’époque de la Violencia que date l’apparition des milices d’autodéfense paysanne modernes établies pour lutter contre les exactions des militaires et des groupes armés conservateurs, milices qui donneront postérieurement naissance, entre autres, aux Forces armées révolutionnaires de Colombie (FARC). Il s’agissait en premier lieu de guérillas d’origine libérale dont certaines se transformeront en guérillas communistes, principalement dans les départements de Cundinamarca (Bogotá) et de Tolima (Ibague).

### Le coup d'État du général Pinilla (1953)
À la suite de la Violencia et cas unique dans l’histoire colombienne, le général Rojas Pinilla prend le pouvoir en juin 1953 par un coup d’État dans le but de faire cesser ce bain de sang et de stabiliser une démocratie vacillante. La reprise en main du pouvoir par les militaires permet progressivement un retour à la normale, sans que cela signifie l’arrêt total des combats qui reprennent avec force fin 1953, grâce à une loi d’amnistie et à la relative neutralité de Pinilla face au conflit qui oppose libéraux et conservateurs. Une grande partie des combattants de gauche refuse de déposer les armes (les factions libérales acceptent le compromis alors que les socialistes se radicalisent), prennent le maquis dans le sud du pays principalement dans les régions de Huila et Tolima et, à la suite de la révolution cubaine de 1959, se rapprochent du communisme.

## La mise en place du Front national
Le général Rojas Pinilla est renversé en 1957 et le Front national est mis en place. Il s’agit d’un accord entre libéraux et conservateurs qui, ayant conscience de la ruine du pays après dix années de guerre civile et de l’impossibilité de sortir de la crise par de simples élections, décident de partager le pouvoir en se répartissant équitablement les charges gouvernementales. Ainsi, de 1958 à 1978, libéraux et conservateurs se succéderont au pouvoir tous les quatre ans (la durée du mandat présidentiel) sans qu’aucune autre formation politique ne puisse se présenter aux élections. 
En outre, c'est dans les années 1960 que l'État crée et soutient les paramilitaires — qui deviendront par la suite les Autodéfenses unies de Colombie, AUC, d'extrême-droite — dans le cadre d'une stratégie contre-insurrectionnelle. Ainsi, les décrets du Congrès colombien 3398 de 1965 visant à organiser la défense nationale autorise le ministère de la Guerre à « armer des groupes de civils avec un matériel normalement réservé aux forces armées ». Ce décret devient permanent en 1968 avant d’être déclaré inconstitutionnel en 1989 par la Cour suprême.
Si le Front national a incontestablement favorisé la stabilisation politique du pays, il a surtout été un pacte entre élites gouvernantes qui a totalement verrouillé le jeu politique et a considérablement restreint la démocratie colombienne. Il s’agit d’une véritable négation du pluralisme et de l’ouverture politique qui a encouragé des modes de contestation non institutionnels et violents et a exacerbé les frustrations de tous ceux qui ne se sentaient pas représentés par l’oligarchie dirigeante.